# Middlesex County (Connecticut)
Middlesex County je okres ve státě Connecticut ve Spojených státech amerických. K roku 2010 zde žilo odhadem 163 329 obyvatel. Největším městem okresu je Middletown. Celková rozloha okresu činí 1 137 km².

## Sousední okresy
| Růžice kompasu |                  | Hartford County                |                   | Růžice kompasu |
| Růžice kompasu | New Haven County | Sever                          | New London County | Růžice kompasu |
| Růžice kompasu | New Haven County | Middlesex County (Connecticut) | New London County | Růžice kompasu |
| Růžice kompasu | New Haven County | Jih                            | New London County | Růžice kompasu |
| Růžice kompasu |                  |                                |                   | Růžice kompasu |